# Windlust (Hoek)
Windlust is een korenmolen in Hoek in de Nederlandse provincie Zeeland. Het is een ronde, uit baksteen opgetrokken stellingmolen uit 1857. Hij is gebouwd ter vervanging van een standerdmolen, waarvan bruikbare onderdelen werden verwerkt in de nieuwe molen. De molen bleef tot 1958 in bedrijf en raakte daarna in verval. In 1979/1980 is hij gerestaureerd, maar daarna raakte hij in verval en na 2004 is er met de molen nauwelijks meer gedraaid. In 2008 is er een nieuwe molenaar gekomen en sindsdien maalt Windlust regelmatig. Sommige delen zijn aan vervanging toe en voor 2009 is een restauratie gepland.
Windlust is eigendom van de gemeente Terneuzen en is in principe zaterdags te bezoeken.